# Birkenbog House

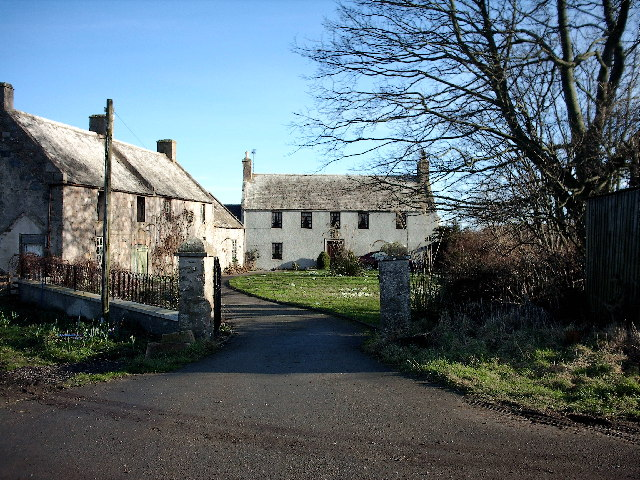
Birkenbog House

Birkenbog House ist ein Wohngebäude nahe der schottischen Ortschaft Fordyce in der Council Area Aberdeenshire. 1972 wurde das Bauwerk in die schottischen Denkmallisten in der höchsten Denkmalkategorie A aufgenommen.

## Geschichte
Vermutlich zwischen 1730 und 1740 wurde am Standort der Sitz der Familie Abercrombie of Birkenbog errichtet. Die Datumsangabe 1693 mit dem Familienwappen der Abercrombies stammt mit hoher Wahrscheinlichkeit vom Vorgängerbauwerk des nahegelegenen Glassaugh House. Nach einem Brand im Jahre 1790 ist der Abbruch des Gebäudes belegt. Das heutige Birkenbog House wurde vermutlich kurze Zeit später errichtet, wobei Fragmente des älteren Gebäudes integriert wurden. Nachdem die Familie 1803 ein größeres Anwesen geerbt hatte, bestand kein Bedarf Birkenbog weiter auszubauen.

## Beschreibung
Birkenbog House steht isoliert rund zwei Kilometer nordwestlich von Fordyce und 1,5 km südlich des Südufers des Moray Firths. Die Hauptfassade des zweistöckigen Gebäudes ist fünf Achsen weit. Sein Bruchsteinmauerwerk ist mit Harl verputzt. Oberhalb der zentralen, zweiflügligen Eingangstüre mit schlichtem Gesimse ist eine Wappenplatte eingelassen. Die rückwärtige Fassade von Birkenbog House ist asymmetrisch aufgebaut. Markant ist der aus der Südostkante heraustretende Rundturm, der vermutlich vom Vorgängerbauwerk stammt. An der Nordseite setzt sich ein späterer, zweistöckiger Küchenflügel fort. Die Dächer sind mit Schiefer eingedeckt.